# Amtsgericht Rüsselsheim

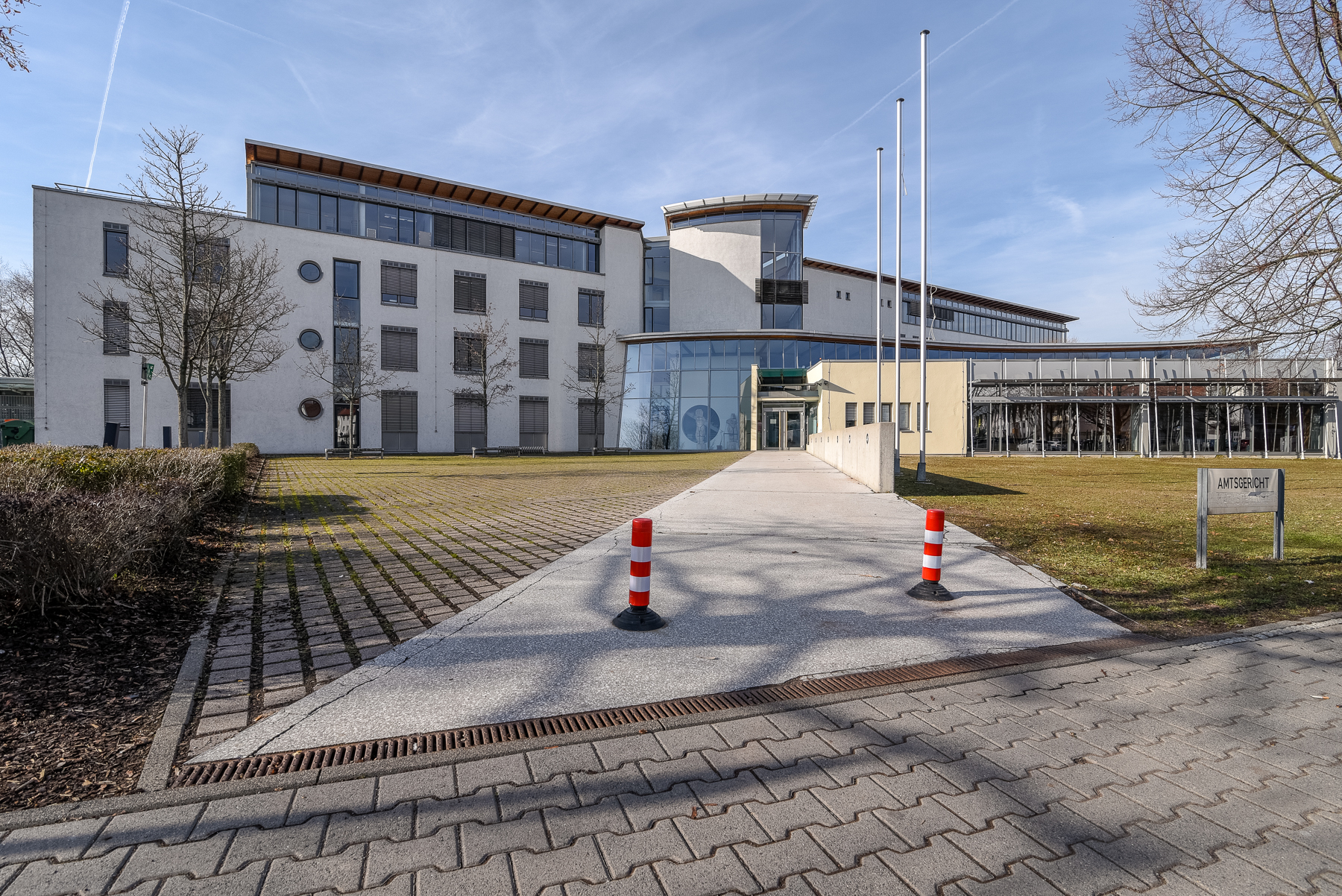
Amtsgericht Rüsselsheim

Das Amtsgericht Rüsselsheim (AG Rüsselsheim) ist ein Gericht der ordentlichen Gerichtsbarkeit in Rüsselsheim am Main im Kreis Groß-Gerau.

## Gerichtssitz und -bezirk

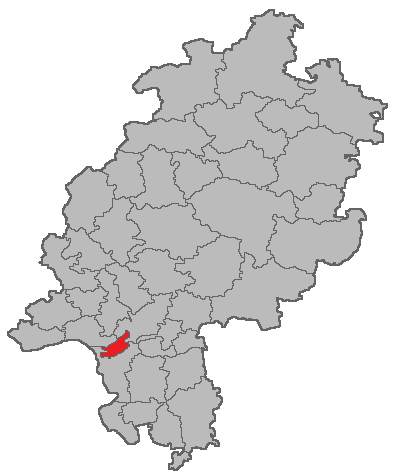
Lage des Amtsgerichtsbezirks Rüsselsheim in Hessen

Der Sitz des Gerichtes ist in Rüsselsheim in der Johann-Sebastian-Bach-Straße 45. Der Gerichtsbezirk des Amtsgerichts Rüsselsheim umfasst die Städte Kelsterbach, Raunheim und Rüsselsheim am Main (jeweils inklusive aller Stadtteile). Alle liegen im Kreis Groß-Gerau.

## Geschichte
Mit Wirkung vom 1. Oktober 1956 wurde für die Gemeinden Raunheim und Rüsselsheim die Zweigstelle Rüsselsheim des Amtsgerichts Groß-Gerau geschaffen, die zum 1. Juni 1976 in ein Vollgericht umgewandelt und dabei um die bis dahin zum Amtsgericht Frankfurt am Main zählende Gemeinde Kelsterbach erweitert wurde.

## Übergeordnete Gerichte
Dem Amtsgericht Rüsselsheim übergeordnet ist das Landgericht Darmstadt. Im weiteren Instanzenzug sind das Oberlandesgericht Frankfurt am Main sowie der Bundesgerichtshof übergeordnet.